# بياض دقيقي الكرز
بياض دقيقي أشجار الكرز (الاسم العلمي: Podosphaera clandestina)، هو مرض فطري يصيب أشجار الكرز والمشمش والخوخ.
تعرف الأشجار المصابة بهذا النوع من المرض بوجود قالب أشبه بالمسحوق على أوراقها وثمارها.
أحد الأسباب الرئيسية المسببة لهذا المرض الإفراط في الري، وإرتفاع مستويات الرطوبة.
تقليم الأوراق المصابة والمحافظة على الأشجار خلال فصل الشتاء يساعد على منع من انتشار المرض.